# Alcea remotiflora
Alcea remotiflora är en malvaväxtart som först beskrevs av Pierre Edmond Boissier och Heldr., och fick sitt nu gällande namn av Friedrich Christoph Wilhelm Alefeld. Alcea remotiflora ingår i släktet stockrosor, och familjen malvaväxter. Inga underarter finns listade i Catalogue of Life.